# 24-та повітряна армія (СРСР)
Двадцять четверта повітряна армія Верховного Головнокомандування оперативного призначення (24 ПА ВГК ОП, в/ч 21216) — оперативне авіаційне об'єднання, повітряна армія військово-повітряних сил СРСР. Одна з двох подібних повітряних армій, створенних в Радянській армії.
Армія призначалася для нарощування зусиль авіації при веденні бойових дій на Південно-Західному напрямку. Основні об'єкти її дії знаходилися в напрямку Греції і Італії. У загрозливий період авіаційні частини армії повинні були перебазуватися на територію Румунії і Болгарії, де вони посилювалися силами і засобами ВПС цих країн.

## Історія
24-та повітряна армія ВГК ОП (в/ч 21216) була створена 1 серпня 1980 року на базі 2-го окремого тяжкобомбардувального авіаційного корпусу, зі штабом в місті Вінниця, Українська РСР.
З серпня 1980 по вересень 1984 року перебувала у складі Командування Дальньої авіації під командуванням генерал-лейтенант авіації А. Ф. Борсука.
З листопада 1984 по серпень 1991 року армією командував генерал-лейтенант авіації Є. П. Заруднев.
1984 року в складі 24-ї армії сформована 56-та бомбардувальна авіаційна дивізія, в складі трьох полків (230, 314, 947). Штаб дивізії — Черляни, Львівська область.
У 1988 році в складі армії розформували 314-й бомбардувальний авіаційний полк, 56-ї БАД на літаках Су-24 (Черляни).
1989 р. 177-ма окрема гвардійська транспортна авіаційна ескадрилья переформована в 456-й окремий гвардійський змішаний авіаційний полк.
В 1990 році був розформований 190-й винищувальний авіаційний полк (190 ВАП) зі складу 138-ї дивізії.
15 липня 1991 р. 168-й ВАП (Старокостянтинів) був поглинутий 85-м гв. винищувальним Севастопольським Червонопрапорним ордена Богдана Хмельницького авіаційним полком зі складу 6-ї ВАД Західної Групи Військ (м. Фалькенберг, Німеччина) (в/ч 57720).
У 1992 році 24-ту армію було розформовано, а її бойовий склад передано у підпорядкування 5-ї та 14-ї повітряних армій, які призначалися для авіаційної підтримки військ військових округів (фронтів). 
У січні — лютому 1992-го особовий склад авіаційних частин, які перебували на території України, був приведений до присяги на вірність народу України. Окремим наказом Міністра оборони України № 28 від 5 березня 1992 року всі частини, з'єднання і об'єднання ВПС СРСР, що дислокувалися в Україні, були введені до складу Збройних Сил України. На їх основі були сформовані ВПС України.
17 березня 1992 року, згідно з директивою начальника Генерального штабу Збройних Сил України, на базі штабу 24-ї Повітряної армії в м Вінниці було розпочато формування Командування ВПС.

## Склад
1980 рік
- 101-й окремий полк зв'язку та автоматизованого контролю (101 ОПЗтАК, Вінниця)
- 177-ма окрема гвардійська транспортна авіаційна ескадрилья (177 ОГТАЕ, Гавришівка)
- 511-й окремий розвідувальний авіаційний полк (511 ОРАП, Буялик)
- 32-га бомбардувальна Червонопрапорна авіаційна дивізія (32 БАД, Старокостянтинів):
  - 7-й бомбардувальний авіаційний полк (7 БАП, Старокостянтинів)
  - 230-й бомбардувальний авіаційний полк (230 БАП, Черляни)
  - 953-й бомбардувальний авіаційний полк (953 БАП, Бобровичі)
- 138-ма винищувальна Павлоградсько-Віденська Червонопрапорна ордена Суворова авіаційна дивізія (138 ВАД, Миргород):
  - 168-й винищувальний авіаційний полк (168 ВАП, Старокостянтинів)
  - 190-й винищувальний авіаційний полк (190 ВАП, Канатово)
  - 831-й винищувальний авіаційний полк (831 ВАП, Миргород)

1990 рік
- 101-й окремий полк зв'язку та автоматизованого контролю (Вінниця)
- 118-й окремий авіаційний полк радіоелектронної боротьби (в/ч 42039, Чортків)
- 511-й окремий розвідувальний авіаційний полк (в/ч 45155, Буялик)
- 456-й окремий гвардійський змішаний авіаційний полк (в/ч ?????, с. Гавришівка)
- 32-га бомбардувальна Червонопрапорна авіаційна дивізія (Старокостянтинів):
  - 7-й бомбардувальний авіаційний полк (в/ч 22262, Старокостянтинів)
  - 727-й гвардійський бомбардувальний авіаційний полк (в/ч 64344, Канатове)
  - 953-й бомбардувальний авіаційний полк (в/ч 15550, Бобровичі)
- 56-та бомбардувальна авіаційна дивізія (Черляни):
  - 230-й бомбардувальний авіаційний полк (в/ч 84993, Черляни)
  - 947-й бомбардувальний авіаційний полк (в/ч 15558, Дубно)
- 138-ма винищувальна Павлоградско-Віденська Червонопрапорна ордена Суворова авіаційна дивізія (Миргород):
  - 168-й винищувальний авіаційний полк (в/ч 29601, Старокостянтинів)
  - 190-й винищувальний авіаційний полк (в/ч 40330, Канатово)
  - 831-й винищувальний авіаційний полк (в/ч 21888, Миргород)

## Озброєння
Армія мала рекордні як для всіх ВПС п'ять БАП, застосування яких забезпечували два ВАПи. 24-та повітряна армія ВГК ОП була 13-ю за загальною кількістю літальних апаратів, а ось по бойовим машинам вона займала 9-те місце. Армія мала у своєму розпорядженні найбільший парк бомбардувальників Су-24 (близько 180 машин). 831-й ВАП був першим в ВПС, який отримав на озброєння винищувачі Су-27.
На початок 1992 року на озброєнні 24-ї ПА, у складі якоï перебувало три авіаційні дивізії (32-га і 56-та бомбардувальні та 138-ма винищувальна), три окремі полки (118, 511, 456), що мали на озброєнні 350 літаків (в тому числі 149 Су-24, 46 МіГ-29, 42 МіГ-23, 39 Су-27С/УБ, 37 Як-28ПП, 23 Су-24МР, 6 Су-24МП, 5 Ан-26, 2 Ан-24, 1 Іл-22), 5 гелікоптерів.

## Командування
- генерал-лейтенант авіації Борсук Анатолій Федорович (1980—1984 рр.)
- генерал-лейтенант авіації Заруднєв Євген Павлович (1984—1991 рр.)